# El Coco (La Chorrera)
El Coco è un comune (corregimiento) della Repubblica di Panama situato nel distretto di La Chorrera, provincia di Panama. Si estende su una superficie di 14,9 km² e conta una popolazione di 19.603 abitanti (censimento 2010).